# Bárbara Jacobs
Bárbara Dian Jacobs Barquet (Ciudad de México, 19 de octubre de 1947) es una escritora, poeta, ensayista, traductora y articulista mexicana. Su primera novela, Las hojas muertas (1987), ganó el Premio Xavier Villaurrutia, y fue traducida a varios idiomas.A partir de 1970 publica en revistas y suplementos literarios y colabora en Revista de Bellas Artes, Revista de la Universidad de México, La Gaceta del Fondo de Cultura Económica y los suplementos culturales «Sábado», de Unomásuno y «Babelia», del diario El País.

## Biografía
Nació en Ciudad de México en 1947, en el seno de una familia de inmigrantes judeo-libaneses. Fue la segunda de cinco hijos, una chica mayor y tres hermanos menores. Sus abuelos por parte de padre y madre eran comerciantes libaneses que emigraron a América a principios del siglo XX. Su abuelo paterno, judío practicante, emigró a Estados Unidos vía Nueva York, donde nació su padre, y el materno a la Ciudad de México vía Veracruz, donde nació su madre. Su padre y su madre, que eran primos paternos, se conocieron y se casaron. Vivieron primero en Estados Unidos y después en México.
Su padre fue Emile Jacobs, periodista en Moscú, Rusia, en los años 30, combatiente de la Brigada Lincoln en la guerra civil de España contra el fascismo -donde aprendió español-, sargento en el ejército de Estados Unidos, y quien emigró a México. Aunque él era agnóstico, por voluntad de su madre, Amina, murió en el rito maronita. Se crio en la residencia de sus abuelos maternos ubicada en la calle de Rafael Checa, en Chimalistac, con sus cuatro hermanos, pero también con los 17 nietos de sus abuelos.

Ese jardín, con muchos árboles y varias casas, pertenecía a la familia libanesa Barquet, tíos, tías, primos, primas, cuñadas, hermanas, todas Barquet, y en medio de ellas, encerrado en su biblioteca, sin hablar con nadie, leía en su sillón a la mejor luz Emile Jacobs.

Con frecuencia la figura de su padre está presente en su literatura. Destaca sin embargo el relato en Las hojas muertas (1987) su primera novela, que ganó el Premio Xavier Villaurrutia y ha sido traducida al inglés, al italiano y al portugués; asimismo fue seleccionada para el Correo del libro mexicano de la Secretaría de Educación Pública, en edición de treinta mil ejemplares fuera de comercio, destinada a bibliotecas de las secundarias públicas del país.
A los doce años, ya había escrito su primer cuento y años más tarde empezó a llevar un diario.
A los doce años fue expulsada de su escuela de primaria y sus padres la enviaron a un convento de Montreal para retomar el curso equivalente a secundaria. Regresó a los pocos meses a su país. Se licenció en psicología clínica por la Universidad Nacional Autónoma de México en 1976.
En octubre de 1970 se inscribió en el taller de cuento que coordinaba Augusto Monterroso en la UNAM. A partir de esa fecha, y sin dejar de ser nunca discípula de Monterroso -explica en la narración de su propia historia- pasé a ser su mujer, su esposa y, treinta y dos años más tarde, su viuda (que, como papel, no asumí).
Su primer texto publicado fue en 1970, momento en el que empezó a colaborar en revistas y suplementos literarios y su primer libro: Doce cuentos en contra publicado en 1982. Las hojas muertas fue el primer libro que empezó a escribir, pero cronológicamente es el tercero que apareció. Tardé 10 años en escribirlo y tengo 10 versiones explicó en 2015 durante una entrevista realizada por su amiga Elena Poniatowska.
En 2014 publica La dueña del Hotel Poe con un punto de partida autobiográfico.
También realizó estudios de traducción: fue becaria de El Colegio de México; de AT&T, 1993, para una residencia en la Universidad de Iowa; y del FONCA 1992–1993. Posteriormente fue profesora de lengua inglesa en la UIA y de Traducción en El Colegio de México. Entre sus trabajos de traducción destacan los realizados con textos de Walter de la Mare, Kurt Vonnegut Jr., Lillian Hellman, Stanislaw Lem y Carson McCullers.
Desde 1994 pertenece al Sistema Nacional de Creadores de Arte de México.  
Sus libros se han publicado en México, Estados Unidos de América, España, Portugal, Argentina e Italia. Algunas de sus obras se han publicado en antologías colectivas en castellano, inglés, francés, italiano y alemán.

## Vida personal
Conoció al escritor Augusto Monterroso, con quien se casó. Vivieron juntos 32 años hasta su muerte en 2003. Jacobs retrata su relación en el libro-homenaje Vida con mi amigo, publicado en 1994. Con él escribió su Antología del cuento triste. Cuando Monterroso murió, Jacobs entregó su legado guatemalteco y mexicano, continental y universal, a la Universidad de Oviedo. 
Posteriormente se casó con el pintor y escultor Vicente Rojo. Ambos matrimonios se conocían desde hace años. Con sus ilustraciones publicó Leer y escribir (2011).

## Premios y reconocimientos
- 1987 Premio Xavier Villaurrutia

## Obras
- Doce cuentos en contra (1982)
- Escrito en el tiempo (1985) Ensayo
- Las hojas muertas (1987)
- Las siete fugas de Saab, alias "el Rizos" (1992)
- Antología del cuento triste (1992) con Augusto Monterroso
- Vida con mi amigo (1994)
- Juego limpio (1997) Ensayo
- Adiós humanidad (2000)
- Atormentados (2002)
- Carol dice y otros textos” (2000)
- Los mejores cuentos mexicanos 2001 (2001)
- Florencia y Ruiseñor (2006)
- Vidas en vilo (2007)
- Nin reír (2009)
- Lunas (2010)
- Leer, escribir (2011) con imágenes de Vicente Rojo
- Antología del caos al orden (2013)
- Hacia el valle del sueño (2014)
- La dueña del hotel Poe (2014)
- La buena compañía (2017)
- La época horizontal de Bárbara (2018)
- Rumbo al exilio final (2019)